# Naglfar (gruppo musicale)
I Naglfar sono gruppo musicale black metal svedese formato nel 1992.

## Storia del gruppo
Il gruppo è stato fondato da Jens Rydén e Kristoffer Olivius, originariamento col nome di Uninterred. Il gruppo registra due demo, Stellae Trajectio e We are Naglfar - Fuck you! rispettivamente nel 1994 e 1995. Lo stesso anno nasce il primo album Vittra. Dopo un demo ("Maiden Slaughter") e un Ep (When Autumn Storms Come) viene pubblicato il secondo  intitolato Diabolical che segue lo stile del suo predecessore. Dopo quattro anni di pausa nel 2002 viene pubblicato l'Ep Ex Inferis e l'anno successivo tocca al nuovo album Sheol, in cui comincia a sentirsi l'influenza death metal. Nel 2005 esce Pariah. Due anni più tardi i Naglfar ritornano con Harvest.

## Formazione

### Formazione attuale

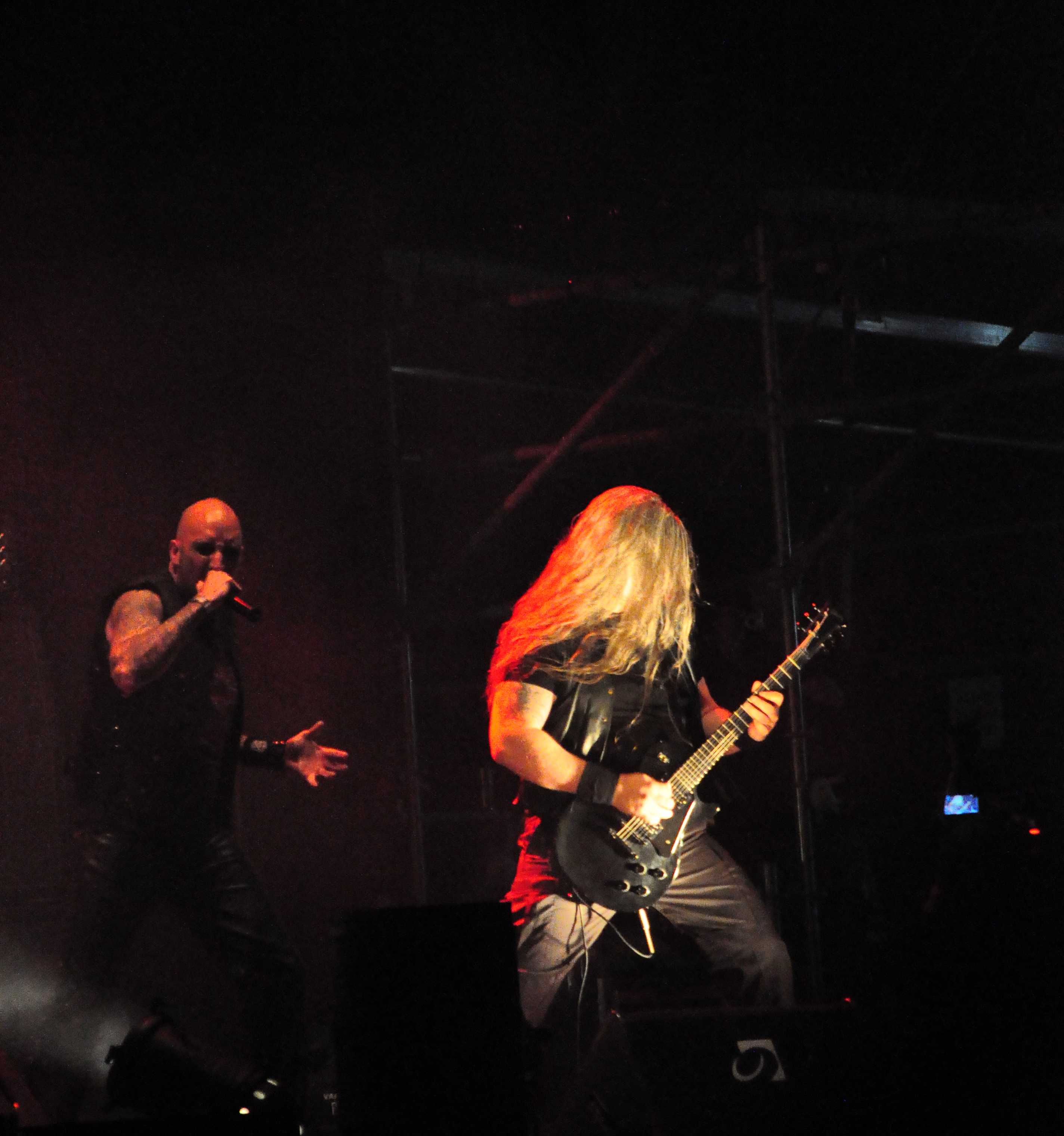
Kristoffer Olivius e Andreas Nilsson

- Kristoffer Olivius – basso (1992–2005), voce (2005-)
- Andreas Nilsson – chitarra (1993–present)
- Morgan Lie – batteria, percussioni (1995–1997), basso (2005-)
- Mattias Grahn – batteria, percussioni (1997-)
- Marcus Norman – chitarra (2000-)

### Ex componenti
- Jens Rydén – voce (1992-2005), chitarra (1992-1993)
- Fredrik Degerström – chitarra (1993-1994)
- Morgan Hansson – chitarra (1993-2000)
- Ulf Andersson – batteria, percussioni (1992-1994)
- Mattias Holmgren – batteria, percussioni (1995)

## Discografia

### Album in studio
- 1995 - Vittra
- 1998 - Diabolical
- 2003 - Sheol
- 2005 - Pariah
- 2007 - Harvest
- 2012 - Téras
- 2020 - Cerecloth

### EP
- 1998 - When Autumn Storms Come
- 2002 - Ex Inferis
- 2012 - An Extension of His Arm and Will

### Demo
- 1994 - Stellae Trajectio
- 1995 - We Are Naglfar - Fuck You!
- 1996 - Maiden Slaughter